# كأس تركمانستان
كأس تركمانستان (بالتركمانية:Türkmenistanyň kubogy) (بالروسية: Кубок Туркмении по футболу) ، هي بطولة رسمية التي أنشئها الاتحاد التركماني لكرة القدم سنة 1993 في تركمانستان.

## مصدر
1. ↑  "Turkmenistan - List of Cup Finals". RSSSF. مؤرشف من الأصل في 2018-10-15. اطلع عليه بتاريخ 2011-08-24.